# Pselionema simile
Pselionema simile är en rundmaskart som beskrevs av Deconinck 1942. Pselionema simile ingår i släktet Pselionema och familjen Ceramonematidae. Inga underarter finns listade i Catalogue of Life.